# روجر بوربونيه
روجر بوربونيه هو لاعب هوكي جليد كندي، ولد في 26 أكتوبر 1942 في إدمونتون في كندا.

## وصلات خارجية
- روجر بوربونيه على موقع EliteProspects.com (الإنجليزية)
- روجر بوربونيه على موقع HockeyDB.com (الإنجليزية)
- روجر بوربونيه على موقع أوليمبيديا (الإنجليزية)